# Scotoleon infuscatus
Scotoleon infuscatus is een insect uit de familie van de mierenleeuwen (Myrmeleontidae), die tot de orde netvleugeligen (Neuroptera) behoort. 
Scotoleon infuscatus is voor het eerst wetenschappelijk beschreven door Adams in 1957.